# Inside (videójáték)
Az Inside (másként INSIDE) egy logikai platformer kalandjáték, amelyet a Playdead fejlesztett és 2016-ban közzétett PlayStation 4, Xbox One és Microsoft Windows platformokra. A játék 2017 decemberében jelent meg iOS-en. A játékos egy fiút irányít egy disztopikus világban, közben számtalan rejtvényeket old meg, elkerülve a halált. Ez a Playdead 2010. évi Limbo játékának szellemi utódja, és hasonló 2.5D-s tulajdonságokkal rendelkezik.
A Playdead röviddel a Limbo megjelenése után kezdett el dolgozni az Inside-on, használva a Limbo egyedi játék motorját. A csapat átváltott a Unity-re a fejlesztés egyszerűsítése érdekében, hozzáadva saját renderelési rutinjaikat, amelyeket később nyílt forrású formában tettek közzé, hogy saját megjelenést biztosítsanak. A játékot részben a Dán Filmművészeti Intézet támogatásával finanszírozták.
Az Inside a Microsoft E3 2014-es konferenciáján lett bemutatva, melynek tervezett kiadása 2015-ben volt. A játék 2016. június 29-én jelent meg Xbox One-ra, július 7-én Microsoft Windows-ra, augusztus 23-án PlayStation 4-re, iOS és Apple TV-re 2017. december 15-én, Nintendo Switch-re pedig 2018. június 28-án.

## Játékmenet
Az Inside egy puzzle platformer. A játékos karaktere egy névtelen fiú, aki egy szürreális és többnyire monokromatikus környezetet fedez fel, melyet egy 2,5D-s platformjátékként mutatnak be. A játék nagyrészt sötét, a színeket a játékos és a környezet egyes részeinek kiemelésére használják. A játék szintén többnyire néma, kivéve az alkalmi zeneszámokat. A játékos irányítja azt a fiút, aki sétál, fut, úszik, mászik és tárgyakat használ az akadályok leküzdésére és a játék előrehaladására érdekében. A fiú megszerzi a képességet, hogy irányítsa a testeket bizonyos rejtvények megoldása érdekében. A játék különböző pontjain a játékos rejtett szobákat fedezhet fel, amelyek izzó gömböket tartalmaznak. Ha az összes gömböt inaktiválják, akkor a játékos feloldja a játék alternatív befejezését.
A fiú többféle módon meghalhat, például nyugtató lövedékekkel lelőve, kutyák által széttépve, biztonsági gépek elrablásával, sokkhullámok felrobbantásával vagy fulladással. Mint az előző Limbo játékban, ezeket a halálokat realisztikusan mutatják be és gyakran grafikusak. Ha a karakter meghal, a játék a legutóbbi ellenőrző ponttól folytatódik.

## Cselekmény
Egy fiú lecsúszik egy sziklás lejtőn. Miközben átfut az erdőn, zseblámpákkal felszerelt álarcos őrökkel találkozik, valamint reflektorokkal ellátott járművekkel és erőszakos őrző kutyákkal. Megmenekül az őröktől, majd áthalad egy úton, ahol több járművel és őrrel állítottak fel barikádot, ezt követően pedig egy farmra ér, ahol a parazita férgek a sertéseket rohamosan ellepték. A fiú a haszonállatok és felszerelések segítségével elmenekül egy látszólag elhagyott városba, ahol a zombi-szerű embereket  elmekontroll segítségével egy sorban mozgatják. A városon túl van egy nagy gyár elárasztott helyiségekkel, lökéshullámokkal és megtalálható egy laboratóriumi környezet, ahol a tudósok víz alatti kísérleteket végeznek testeken.
Miközben átjárja ezeket a területeket, a fiú elmeszabályozó sisakot használ az élettelen szürke testek irányításához. A fiú végül találkozik egy víz alatti sziréna-szerű lénnyel, aki egy eszközt csatlakoztat a játékoshoz, mely lehetővé teszi számára, hogy lélegezzen víz alatt.
Az irodán és laboratóriumokon keresztül folytatva a fiú látja, hogy a tudósok egy nagy gömbkamrát vizsgálnak. A fiú belép a kamrába, és felfedez egy nagy, foltosszerű lényt, a Huddle-t, amely emberi végtagokból áll és négy vezérlőrúdhoz van csatlakoztatva. A rudak leválasztása után a fiút behúzzák a Huddle-be.
A Huddle megszökik a fogságból, áttör az irodákon, és a tudósok egy részét megöli. A tudósok beteszik a Huddle-t egy másik tartályba, de az ismét kiszabadul, és egy fa falon keresztül elszökik. Legurul egy erdei dombról, és megáll egy füves, fényben úszó tengerparton.
Ha a játékos kikapcsolja a különféle bunkerekben található rejtett fénygömböket és visszatér az egyik bunkerbe, akkor beléphet egy új területre. Elér egy olyan helyet, amelyben számítógépek és az elme-irányító sisakok egyike található, mindezek egy közeli aljzathoz csatlakoztatva. A fiú kihúzza a dugót a konnektorból, ettől kezdve a karakter ugyanazt a szerepet tölti be, mint a zombik, és a játék pillanatokal később befejeződik.

### Teóriák
Az újságírók és a játékosok számos különféle elmélettel álltak elő a játék vége (a Huddle felszabadítása) és az alternatív vége rejtélyeihez.
Az egyik elmélet azt sugallja, hogy a fiút a Huddle irányítja a játék nagy részében, ami arra készteti őt, hogy megszabadítsa a Huddle-t az elszigeteltségtől. Az Eurogamer Jeffrey Matulef leírása szerint, a Huddle mágneses vonzással rendelkezik, ami arra készteti a fiút, hogy veszélyeztesse önmagát, és vitathatatlanul belépjen a tartályba, ahol a Huddle megszabadul. A játékosok azon az elméleten gondolkodtak, hogy az alternatív vég a Huddle céljaival ellentétesen működik, és a számítógépek kihúzása azt jelenti, hogy a Huddle elveszti irányítása alól a fiút. Hasonló elmélettel a fiút egy vagy több tudós irányítja, ezt bizonyítja, hogy néhány tudós segíti a Huddle-t az épület elhagyásában. Ebben az elméletben a tudósok sok veszély alá vetik a fiút, hogy erőt és intelligenciát szerezzen, majd ezeket a tulajdonságokat képes felszívni a Huddle, amikor a fiú megszabadítja azt, ezáltal a teremtményt ezeknek a tudósok számára kívánatos módon javítja.
A játék metafikciós értelmezése annak alternatív végéről, amelyet a játékosok körében a legnépszerűbbnek tekintenek, a játékosügynökség megjegyzésén alapul. Matulef összefoglalja ezt az elméletet: "A fiút a játékos által képviselt megújító erők irányítják". Az, hogy kihúzza a dugót a végén, hasonló koncepció a Mátrixéhoz, ahogy Tim Clark leírta a PC Gamer nél. Matulef elmagyarázza, hogy az alternatív vég helyzetét a játékos csak a fő vége ismeretében tudja meg, nem pedig a Huddle vagy a tudósok által. A játék valódi végének ismeretében az alternatív végzés elérése olyan következtetést eredményez, amely "látszólag véget vet a fiúnak, a blobnak és az esetleges embertelen kísérleteknek".

## Fejlesztés
A Playdead 2010 júliusában adta ki a monokromatikus Limbo- t amelyet  nagyon dicsértek és több mint egymillió darabot adtak el. A megjelenés után néhány hónapon belül a Playdead második játékának fejlesztését kezdte el, „Project 2” névre hallgatva. Mint szellemi utódja a Limbo-nak, az Inside felhasználta a Limbo fejlesztéseit.  A Playdead szerint a két játék hasonló volt, bár az Inside inkább „őrült”, „furcsa” és 3D-s.  A Dán Filmművészeti Intézet egymillió dollárt finanszírozott a játék elkészítéséhez.
Míg a Playdead egy egyedi játékmotort épített a Limbo számára, az Inside-hoz a Unity-t választották munkaterhelésük csökkentése érdekében. A fejlesztők létrehoztak egy saját anti-aliasing szűrőt a motorhoz, hogy egy egyedi megjelenést biztosítsanak az Inside számára. 2016 márciusában a Playdead nyílt forráskódú licenc formájában kiadta a forráskódot.
A Huddle, a testrészek amalgámja, amelyet a játékos a játék végén irányít, 2010 óta volt ötlet a játék számára, amikor Andreas Normand Grøntved animátort a Playdead alkalmazta, hogy előzetes animációkat készítsen a rajz alapján, melyet a művész Morten Bramsen készített. Bramsen rajza a Huddle-ről szolgálta a vizuális megjelenés és a művészet stílusának nagy részét a játék többi részében.  Hogy meganimálja, Grøntved Nago mozgását vette inspirációjának, a Mononoke hercegnőből ismert démontól, a játék főszereplőjének viselkedését a Gish nevű játékból és az emberi viselkedést szörfözése közben.  Grøntved kifejlesztette a kezdeti animációkat, amit Huddle Burgonya névvel illetett, mely egyszerűsítette a geometriákat, hogy bemutassa a lény mozogását és interakcióit a környezetével.  Míg a többi játék animáció az előre beállított vázmozgás és a fizikai motor együttesén alapult, a Huddle-t szinte teljes egészében a Thomas Krog által kifejlesztett és Lasse Jon Fulgsang Pedersen, Søren Trautner Madsen és Mikkel Bøgeskov Svendsen által végrehajtott egyedi fizikai modell segítségével kellett animálni. Ez a modell 26-test szimulációt használ, amelyet a Huddle irányától és a helyi környezettől függő impulzushálózat vezet. Ez lehetővé teszi számára, hogy újrakonfigurálja magát, amire szüksége van bizonyos helyzetekben, például szűk helyekre való illeszkedéskor.  Ezután hat kart és hat lábat adtak hozzá néhány előre beállított animációval, amelyek szintén hozzájárulnának az impulzus vezérléséhez a főtest szimulációjában.  A Huddle bőre művészeti stílusok keveréke volt, amelyeket John Isaacs szobroiból kölcsönöztek, valamint Jenny Saville és Rembrandt művészeteiből.  A hangokat és testzajokat a híres dán-osztrák csoport SIGNA  készítette.
A Microsoft az Inside-ot az E3 2014 sajtótájékoztatóján mutatta be. Ezt megelőzően a játékot nem-Microsoft platformokra tervezték kiadni, például PlayStation 3-ra és az OS X-re. A Playdead szándékosan várt négy évet, hogy adjon egy kis időt a bejelentési esemény és a futtatás között. Ryan McCaffrey az IGN-nél azt írta, hogy a bejelentés egy jel volt a Microsoft elkötelezettségéről indie játékfejlesztés irányában, és azt mondta, hogy ez volt az év legnagyobb meglepetése. A fejlesztő később késleltette a játékot, a várható 2015 elején megjelenő kiadástól, azzal az indokkal, hogy tovább finomítsa a játékot. A PAX Prime előtti 2015. augusztusi Microsoft eseményre egy játszható demó készült. A Playdead csak az Xbox One és a Microsoft Windows  kezdeti kiadását tervezte, de a jövőben érdeklődést mutatott más konzolok iránt is.
A Playdead bejelentette az Inside megjelenését az E3 2016 alatt, valamint egy korlátozott idejű promóciót, ami biztosította a játékosoknak a Limbo ingyenes letöltését. Az Inside-ot Xbox One-ra 2016. június 29-én és a Windowson keresztüli Steam-re július 7-én adták ki. Más platformok is követték: PlayStation 4-re augusztus 23-án, iOS-re 2017. december 15-én, és Nintendo Switch-re 2018. június 28-án jött ki. 505 Games létrehozta az Inside és Limbo játékcsomagot az Xbox One és a PlayStation 4 platformokra, amelyet 2017 szeptemberében adtak ki.

## Zene
Martin Stig Andersen, SØS Gunver Ryberg-el tervezték az Inside zenéjét, visszatérve a Limbo-ból. Andersent az 1980-as évek B horror filmjei inspirálták, gyakran szintetizátorokat használva, de nem akart egy tényleges zeneszámot készíteni. Ehelyett létrehozott egy „komor, hideg érzetű” zenét, amely gyakran kiegészíti az Inside látványvilágát.
Az Inside szorosabban integrálja a játékot és az audiót, néhány rejtvényt közvetlenül a vizuális-zenei útmutatásokra állítva. Ehhez Andersennek rugalmasabban kellett együttműködnie a játékfejlesztőkkel, mint a Limbóban. Ez lehetővé tette a hanghoz kapcsolódó további vizuális elemek használatát; Andersen megjegyezte, hogy a fiú légzésével kapcsolatos mellkasi mozgások összekapcsolódnak a légzéséhez létrehozott hanghatásokkal, amelyeket maga a játék szereplője befolyásol, amikor nyugodt vagy pánikba esik a helytől függően. Andersen javasolta a tervező csapatnak a játék általános felépítését és tempóját, hogy olyan jeleneteket biztosítson, ahol a zene légköri feszültséget keltett.

## Fogadtatás
| Összegzőoldal | Értékelés                                      |
| ------------- | ---------------------------------------------- |
| Metacritic    | XONE: 93/100 PC: 87/100 PS4: 91/100 NS: 91/100 |

| Szerző         | Értékelés |
| -------------- | --------- |
| Destructoid    | 9,5/10    |
| Edge           | 9/10      |
| EGM            | 9,5/10    |
| Game Informer  | 9,75/10   |
| GameRevolution | [ 45 ]    |
| GameSpot       | 8/10      |
| GamesRadar+    | [ 47 ]    |
| Giant Bomb     | [ 48 ]    |
| IGN            | 10/10     |
| PC Gamer (US)  | 76/100    |
| Polygon        | 9,5/10    |
| VideoGamer.com | 10/10     |

## Elismerések
A játék elnyerte az "Arany kocka" és a "Legjobb asztali / konzol játék" díjait a Unity Awards 2016-ban, és elnyerte a "Legjobb megjelenésű játék" díját a Giant Bomb 2016 Game of the Year Awardson, míg máshol a "Legjobb pillanat vagy sorozat" címmel jelölték. A The Edge Awards 2016-on a játék a második helyezett lett a "Legjobb vizuális dizájn", a "Legjobb történetmondás" és az "Év stúdiója" részeken, a harmadik helyezést pedig az "Év játéka"-ként nyerte el,  megkapta a "Legjobb Audio Design" díjat is.
| Év   | Díj                                            | Kategória                                 | Eredmények | Ref           |
| ---- | ---------------------------------------------- | ----------------------------------------- | ---------- | ------------- |
| 2016 | Game Critics Awards 2016                       | A legjobb független játék                 | Elnyerte   | [ 56 ]        |
| 2016 | Golden Joystick Awards 2016                    | Best Original Game                        | Jelölve    | [ 57 ] [ 58 ] |
| 2016 | Golden Joystick Awards 2016                    | Best Visual Design                        | Jelölve    | [ 57 ] [ 58 ] |
| 2016 | Golden Joystick Awards 2016                    | Best Audio                                | Jelölve    | [ 57 ] [ 58 ] |
| 2016 | Golden Joystick Awards 2016                    | Best Indie Game                           | Jelölve    | [ 57 ] [ 58 ] |
| 2016 | Golden Joystick Awards 2016                    | Best Gaming Moment (The Ending)           | Jelölve    | [ 57 ] [ 58 ] |
| 2016 | Golden Joystick Awards 2016                    | Game of the Year                          | Jelölve    | [ 57 ] [ 58 ] |
| 2016 | Golden Joystick Awards 2016                    | Xbox Game of the Year                     | Jelölve    | [ 57 ] [ 58 ] |
| 2016 | The Game Awards 2016                           | Game of the Year                          | Jelölve    | [ 59 ] [ 60 ] |
| 2016 | The Game Awards 2016                           | Best Narrative                            | Jelölve    | [ 59 ] [ 60 ] |
| 2016 | The Game Awards 2016                           | Best Art Direction                        | Elnyerte   | [ 59 ] [ 60 ] |
| 2016 | The Game Awards 2016                           | Best Music/Sound Design                   | Jelölve    | [ 59 ] [ 60 ] |
| 2016 | The Game Awards 2016                           | Best Independent Game                     | Elnyerte   | [ 59 ] [ 60 ] |
| 2017 | D.I.C.E. Awards 2016                           | Game of the Year                          | Jelölve    | [ 61 ]        |
| 2017 | D.I.C.E. Awards 2016                           | Adventure Game of the Year                | Jelölve    | [ 61 ]        |
| 2017 | D.I.C.E. Awards 2016                           | D.I.C.E. Spirit Award                     | Elnyerte   | [ 61 ]        |
| 2017 | D.I.C.E. Awards 2016                           | Outstanding Achievement in Animation      | Jelölve    | [ 61 ]        |
| 2017 | D.I.C.E. Awards 2016                           | Outstanding Achievement in Art Direction  | Elnyerte   | [ 61 ]        |
| 2017 | D.I.C.E. Awards 2016                           | Outstanding Achievement in Game Design    | Jelölve    | [ 61 ]        |
| 2017 | D.I.C.E. Awards 2016                           | Outstanding Achievement in Game Direction | Elnyerte   | [ 61 ]        |
| 2017 | D.I.C.E. Awards 2016                           | Outstanding Achievement in Sound Design   | Jelölve    | [ 61 ]        |
| 2017 | D.I.C.E. Awards 2016                           | Outstanding Achievement in Story          | Jelölve    | [ 61 ]        |
| 2017 | National Academy of Video Game Trade Reviewers | Camera Direction in a Game Engine         | Elnyerte   | [ 62 ]        |
| 2017 | Independent Games Festival 2016                | Seumas McNally Grand Prize                | Jelölve    | [ 63 ]        |
| 2017 | Independent Games Festival 2016                | Excellence in Audio                       | Jelölve    | [ 63 ]        |
| 2017 | Independent Games Festival 2016                | Excellence in Visual Art                  | Jelölve    | [ 63 ]        |
| 2017 | Game Developers Choice Awards 2016             | Game of the Year                          | Jelölve    | [ 64 ] [ 65 ] |
| 2017 | Game Developers Choice Awards 2016             | Best Audio                                | Elnyerte   | [ 64 ] [ 65 ] |
| 2017 | Game Developers Choice Awards 2016             | Best Design                               | Jelölve    | [ 64 ] [ 65 ] |
| 2017 | Game Developers Choice Awards 2016             | Best Narrative                            | Jelölve    | [ 64 ] [ 65 ] |
| 2017 | Game Developers Choice Awards 2016             | Best Visual Art                           | Elnyerte   | [ 64 ] [ 65 ] |
| 2017 | Game Developers Choice Awards 2016             | Innovation Award                          | Jelölve    | [ 64 ] [ 65 ] |
| 2017 | 2017 SXSW Gaming Awards                        | Excellence in Design                      | Jelölve    | [ 66 ] [ 67 ] |
| 2017 | 2017 SXSW Gaming Awards                        | Excellence in Art                         | Jelölve    | [ 66 ] [ 67 ] |
| 2017 | 2017 SXSW Gaming Awards                        | Excellence in Animation                   | Jelölve    | [ 66 ] [ 67 ] |
| 2017 | 2017 SXSW Gaming Awards                        | Excellence in SFX                         | Jelölve    | [ 66 ] [ 67 ] |
| 2017 | 13th British Academy Games Awards              | Best Game                                 | Jelölve    | [ 68 ] [ 69 ] |
| 2017 | 13th British Academy Games Awards              | Artistic Achievement                      | Elnyerte   | [ 68 ] [ 69 ] |
| 2017 | 13th British Academy Games Awards              | Audio Achievement                         | Jelölve    | [ 68 ] [ 69 ] |
| 2017 | 13th British Academy Games Awards              | Game Design                               | Elnyerte   | [ 68 ] [ 69 ] |
| 2017 | 13th British Academy Games Awards              | Music                                     | Jelölve    | [ 68 ] [ 69 ] |
| 2017 | 13th British Academy Games Awards              | Narrative                                 | Elnyerte   | [ 68 ] [ 69 ] |
| 2017 | 13th British Academy Games Awards              | Original Property                         | Elnyerte   | [ 68 ] [ 69 ] |
| 2018 | 2018 Webby Awards                              | Action                                    | Elnyerte   | [ 70 ]        |
| 2018 | 2018 Webby Awards                              | Best Game Design                          | Jelölve    | [ 70 ]        |
| 2018 | 2018 Webby Awards                              | Best Music/Sound Design                   | Jelölve    | [ 70 ]        |
| 2018 | 2018 Webby Awards                              | Best User Experience (People's Voice)     | Elnyerte   | [ 70 ]        |
| 2018 | 2018 Webby Awards                              | Best Visual Design                        | Elnyerte   | [ 70 ]        |
| 2018 | 2018 Webby Awards                              | Best Writing                              | Jelölve    | [ 70 ]        |
| 2018 | 2018 Webby Awards                              | Puzzle                                    | Jelölve    | [ 70 ]        |